# Society of Women Engineers
La Society of Women Engineers (SWE), Sociedad internacional de Mujeres Ingenieras, es una organización sin ánimo de lucro educativa fundada en 1950 y con sede en los Estados Unidos. La SWE es la mayor defensora y catalizadora del cambio para las mujeres en campos de CTIM. La SWE tiene más de 40.000 miembros en casi 100 secciones profesionales, 300 secciones colegiadas y 60 grupos afiliados globales en todo el mundo.

## Antecedentes
Los Archivos de SWE contienen una serie de cartas de los Documentos de Elsie Eaves (legados a la Sociedad), que documentan los orígenes de la Sociedad a principios del siglo XX. En 1919, un grupo de mujeres de la Universidad de Colorado ayudó a establecer una pequeña comunidad de mujeres con experiencia en ingeniería o ciencias. Si bien esta organización solo fue reconocida dentro de la comunidad del campus, sentó las bases para el desarrollo de la SWE. Formanban parte de este grupo Lou Alta Melton, Hilda Counts y Elsie Eaves. Estas mujeres escribieron cartas a escuelas de ingeniería de todo el país pidiendo información sobre mujeres estudiantes y licenciadas de ingeniería. Recibieron respuestas de 139 mujeres en 23 universidades. También recibieron muchas respuestas negativas de las escuelas que no admitían mujeres en sus programas de ingeniería. Desde la Universidad de Carolina del Norte, Thorndike Saville, Profesor Asociado de Ingeniería Sanitaria escribió: "Yo diría que no tenemos, nunca hemos tenido y no esperamos tener en un futuro cercano ninguna estudiante mujer registrada en nuestro departamento de ingeniería." Algunas respuestas apoyaban la participación de las mujeres en ingeniería, pero no necesariamente la existencia de una sociedad independiente.
Muchas de las mujeres contactadas como resultado de la investigación confirmaron su apoyo a la organización. Además de la carta de Hazel Quick de Míchigan, hubo una respuesta de Alice Goff, expresando su apoyo a la idea de una sociedad para mujeres en ingeniería y arquitectura: "Sin duda, una organización de tal naturaleza sería de gran beneficio para todos los miembros, especialmente para aquellos que recién ingresan a la profesión". Las mujeres de Míchigan organizaron un grupo en 1914 llamado T-Square Society. Aunque no está claro si este grupo era una organización empresarial, honoraria o social, se propuso como un espacio seguro para que las mujeres colaboren y compartan cómodamente sus ideas.

## Historia
Aunque la SWE no se convirtió en una organización formal hasta 1950, sus orígenes se remontan a finales de la década de 1940, cuando la escasez de hombres debido a la Segunda Guerra Mundial brindó nuevas oportunidades para que las mujeres buscaran un empleo en ingeniería. Los grupos de estudiantes femeninas en el Instituto de Tecnología Drexel en Filadelfia y en Cooper Union y City College of New York en la ciudad de Nueva York comenzaron a formar reuniones locales y actividades de networking. El 3 de abril de 1949, setenta estudiantes asistieron a una conferencia en Drexel para comenzar a organizarse. Estas setenta estudiantes llegaron de 19 universidades.
El fin de semana del 27 al 28 de mayo de 1950, unas cincuenta mujeres que representaban a los cuatro distritos originales de la Sociedad de Mujeres Ingenieras (la ciudad de Nueva York, Filadelfia, Washington D. C. y Boston) se reunieron para la primera reunión nacional en The Cooper Union's Green Campamento de ingeniería en el norte de Nueva Jersey. Durante esta primera reunión, la sociedad eligió a la primera presidenta de SWE, Beatrice Hicks. La primera reunión anual oficial se celebró en 1951 en la ciudad de Nueva York.
No fue hasta la década de 1960, después de que Rusia lanzara el Sputnik y se intensificara el interés generalizado en la investigación y el desarrollo tecnológico, que muchas escuelas de ingeniería comenzaron a admitir mujeres. La membresía de la SWE se duplicó hasta alcanzar las 1200 afiliadas y SWE trasladó su sede al United Engineering Center en la ciudad de Nueva York.
Después de la Segunda Guerra Mundial, a menudo se desanimaba a las mujeres de que ingresaran en la carrera de ingeniería. Durante la guerra, sus esfuerzos se consideraban un deber patriótico; después de la guerra, las mujeres en ingeniería eran vistas como una anormalidad.
Durante la siguiente década, un número cada vez mayor de mujeres jóvenes eligía la ingeniería como profesión, pero pocas pudieron ascender a puestos de nivel gerencial. La SWE inauguró una serie de conferencias (denominadas Conferencias Henniker por el lugar de la reunión en New Hampshire) sobre la situación de las mujeres en la ingeniería, y en 1973 firmó un acuerdo con la National Society of Professional Engineers con la esperanza de contratar un porcentaje mayor de mujeres trabajadoras y estudiantes en sus filas.
Al mismo tiempo, la SWE se fue involucrando cada vez más en el espíritu y las actividades del movimiento por los derechos de las mujeres. En 1972, varias representantes de las sociedades y los comités científicos y técnicos de mujeres (incluida la SWE) se reunieron para formar una alianza y discutir la falta de equidad de las mujeres en la ciencia y la ingeniería. Esta reunión inaugural finalmente condujo a la formación de la Business and Professional Women's Foundation (BPWF). Además, el consejo de la SWE resolvió en 1973 respaldar la ratificación de la Enmienda de Igualdad de Derechos, y unos años más tarde, resolvió no celebrar convenciones nacionales en estados que no hubieran ratificado la ERA. La Enmienda de Igualdad de Derechos fue propuesta por primera vez por Alice Paul en la década de 1920, después de que las mujeres obtuvieran el derecho al voto, y sigue sin ser ratificada.
Para 1982, la SWE había aumentado a 13.000 miembros graduados y estudiantes repartidas en 250 secciones en todo el país. El Consejo de Representantes de Sección, que en asociación con un Comité Ejecutivo había gobernado la Sociedad desde 1959, se había vuelto tan grande que la SWE adoptó un plan de regionalización diseñado para acercar el liderazgo a las miembros. Hoy, la SWE tiene más de 40,000 estudiantes y miembros profesionales y continúa su misión como una organización sin ánimo de lucro estadounidense de servicios educativos.
La SWE existe hoy en día en gran parte porque la igualdad de género en la ingeniería todavía no refleja proporcionalmente el desglose de la población de hombres y mujeres en los Estados Unidos. El estímulo a las alumnas y la promoción de la ingeniería como campo de estudio de las mujeres es una función necesaria y fundamental de la organización. La ingeniería y los campos relacionados están fuertemente dominados por los hombres, en parte debido a la socialización de género y los estereotipos existentes. Las teorías como la "STEM pipeline" buscan comprender y equilibrar cómo los diferentes campos de la ciencia, las matemáticas y la ingeniería tienden a representar en exceso o deficiente a diferentes grupos de personas en los Estados Unidos.

## Misión
La declaración de misión de SWE es "Empoderar a las mujeres para que alcancen su máximo potencial en carreras como ingenieras y líderesas, expandir la imagen de las profesiones de ingeniería y tecnología como una fuerza positiva para mejorar la calidad de vida y demostrar el valor de la diversidad y la inclusión". La organización está abierta a todos los géneros y antecedentes en un esfuerzo por apoyar y promover la diversidad.
La SWE otorga múltiples becas cada año a mujeres en programas de licenciatura y posgrado en STEM. En 2019, la SWE dio casi 260 becas nuevas y renovadas valoradas en más de $ 810,000. Debido a que la Sociedad es una organización sin fines de lucro, sus becas son financiadas por donaciones privadas y patrocinadores corporativos. La directora ejecutiva y directora ejecutiva de SWE, Karen Horting declaró que la SWE "no podría tener un programa tan exitoso sin nuestros socios corporativos y fundacionales y las personas generosas que apoyan nuestras becas, y nuestra esperanza es continuar haciendo crecer el programa y proporcionar recursos financieros para los que estudian una carrera en ingeniería y tecnología ".

## Archivo
Mientras desarrollaban la SWE, las organizadoras reunieron grandes cantidades de información en archivos. En 1953 se estableció un comité para estos archivos. Los archivos de la SWE fueron establecidos en 1957 por el Comité de Archivos, que voluntariamente recopilaron y mantuvieron los registros de la Sociedad. Los archivos se encuentran actualmente en la Biblioteca Walter P. Reuther de la Universidad Estatal de Wayne en Detroit. Algunos de los medios incluyen información sobre una sociedad efímera que involucró tanto a arquitectos como a ingenieros de 1920. Los archivos detallan la historia y la creación de SWE como organización y la historia de la participación de las mujeres en la ingeniería. Debido a estas colecciones de trabajos de mujeres en proyectos científicos, los archivos muestran una perspectiva alternativa sobre eventos como la Carrera Espacial, que tradicionalmente han sido vistos como esfuerzos dominados por hombres pero que también dependían de las contribuciones de muchas mujeres En 1993, la SWE designó a la Biblioteca Walter P. Reuther como depósito oficial de sus materiales históricos.
Ubicada dentro del Archivo e Investigación de Mujeres Carey C. Shuart, la Sección del Área de Houston de la Sociedad de Mujeres Ingenieras contiene correspondencia, registros comerciales y financieros, fotografías y publicaciones de la organización.

## Trabajo actual

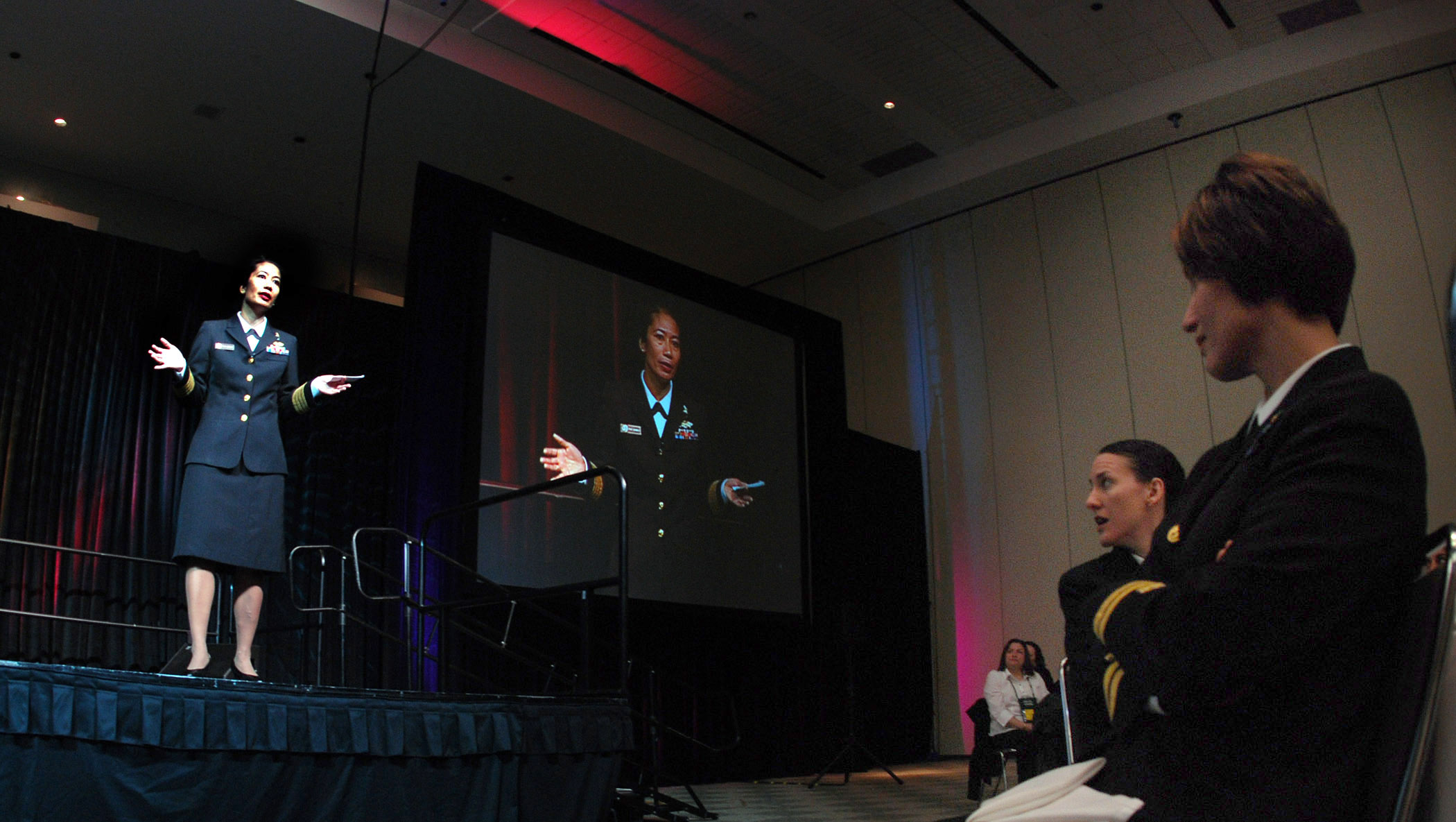
La capitana de la Armada de los Estados Unidos, Paz B. Gómez, pronuncia el discurso de apertura en la conferencia de la SWE en Baltimore.

La SWE ofrece apoyo en todos los niveles, desde programas educativos K-12 y secciones universitarias hasta programas de formación profesional en el lugar de trabajo. Existen programas para ayudar a las miembros universitarias y profesionales a interactuar con sus comunidades locales.

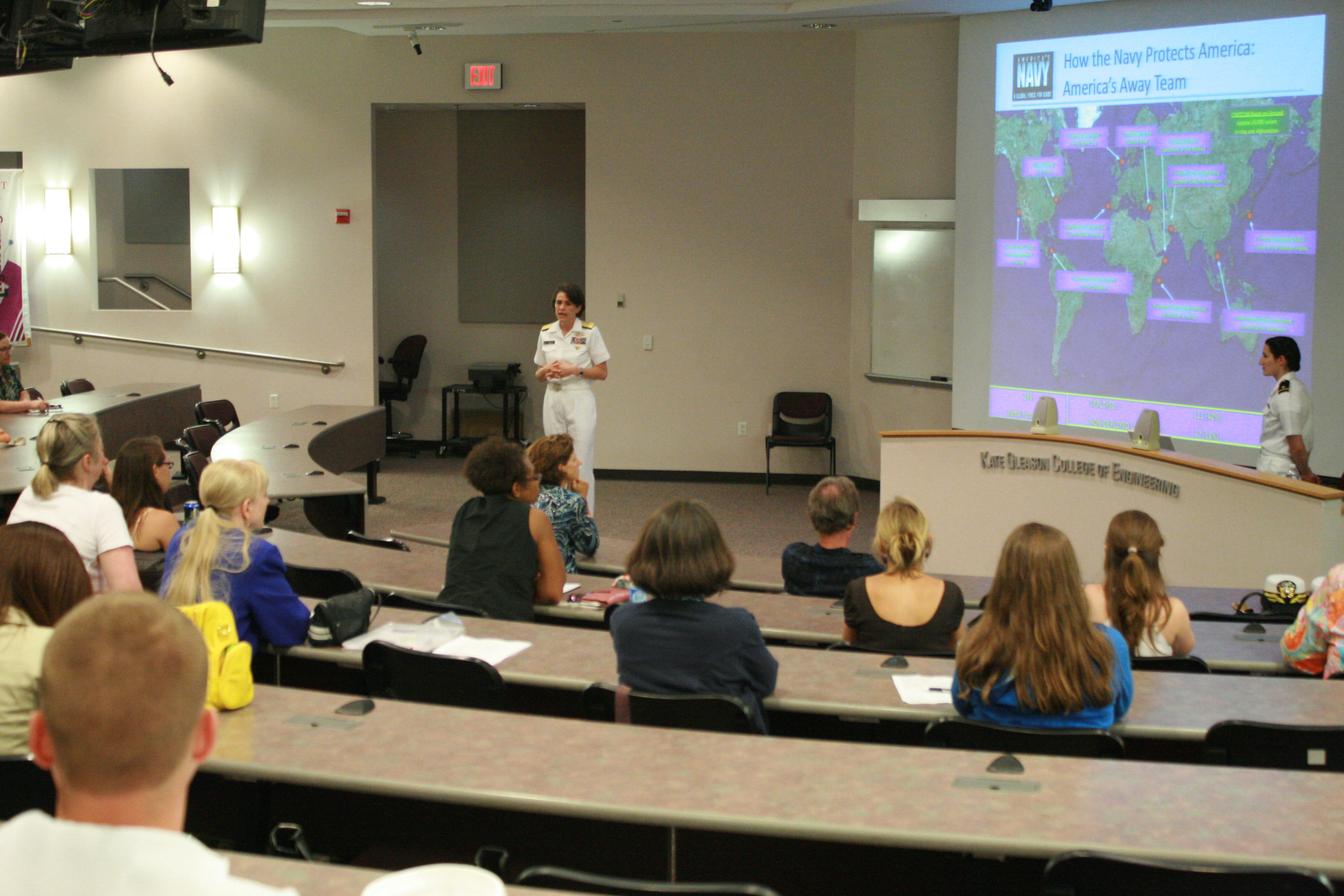
La contralmirante Gretchen S. Herbert habla con mujeres jóvenes en un evento patrocinado por la SWE.

### Conferencias
La SWE está organizada a nivel local y nacional. La SWE organiza eventos regionales anuales de We Local en todo el mundo. Estos eventos conectan a las miembros en todas las etapas de sus carreras y albergan eventos similares a la conferencia anual más grande. La SWE organiza una conferencia anual en un lugar diferente cada año. En los últimos años, más de 16.000 miembros han asistido a la conferencia de tres días, lo que la convierte en el evento más grande de su tipo. Esta conferencia incluye talleres de desarrollo profesional, oradores inspiradores y una feria profesional.

### Alcance
Cada año, la SWE lleva a cabo un evento del Día de GEARS en universidades como la Universidad de Pensilvania para ayudar a las niñas de secundaria a comprender y explorar las posibilidades de la ingeniería como futura carrera. Se ofrecen diferentes talleres, tales como ingeniería, consultora de medio ambiente, fabricación biofarmacéutica, etc.

## Premios
La SWE otorga gran número d ereconocimientos a ingenieras.  Otorga también premios en colaboración con empresas privadas, tales como Boeing o Motorola y reconocimientos en relación con la misión de la organización.

## Publicaciones
En 1951, solo un año después de que la sociedad se estableciera por primera vez, la SWE comenzó a publicar la Revista de la Sociedad de Mujeres Ingenieras, que incluía artículos técnicos y noticias de la organización. En 1954, la revista fue reemplazada por el SWE Newsletter, un formato de revista que se centraba principalmente en la SWE y noticias de la industria. En 1980, se le cambió el nombre nuevamente, esta vez a US Woman Engineer. En 1993, el título se cambió una vez más a SWE, que sigue siendo su título de publicación actual, con el subtítulo "Revista de la Sociedad de Mujeres Ingenieras". El quinto volumen de SWE se publicó en 2011 para celebrar el 60 aniversario de la organización y explorar la historia de SWE con más profundidad utilizando sus archivos.